# Odissea nello spazio (serie)
Odissea nello spazio è una serie fantascientifica composta da due racconti, quattro romanzi e due pellicole cinematografiche, creata tra il 1948 e il 1997, soprattutto per opera dello scrittore Arthur C. Clarke e del regista Stanley Kubrick. 

## Narrativa
- La sentinella (The Sentinel), racconto scritto nel 1948 e pubblicato per la prima volta nel 1951 col titolo Sentinel of Eternity.
- Encounter at Dawn, racconto pubblicato nel 1953 col titolo Encounter in the Dawn.
- 2001: Odissea nello spazio (2001: A Space Odyssey), romanzo scritto nel 1968.
- 2010: Odissea due (2010: Odyssey Two), romanzo scritto nel 1982.
- 2061: Odissea tre (2061: Odyssey Three), romanzo scritto nel 1987.
- 3001: Odissea finale (3001: The Final Odyssey), romanzo scritto nel 1997.

## Film
- 2001: Odissea nello spazio (2001: A Space Odyssey) film uscito nelle sale nel 1968.
- 2010 - L'anno del contatto (2010) film uscito nelle sale nel 1984.